# Gmsh
Gmsh é um gerador de malha de elementos finitos desenvolvido por Christophe Geuzaine e Jean-François Remacle. Lançado sob a GNU General Public License (com uma exceção para permitir a ligação com outros geradores de malha específicos), o Gmsh é um software livre. Ele contém 4 módulos: para descrição geométrica, geração de malha, resolução e  pós-processamento. O Gmsh suporta equações paramétricas e possui mecanismos de visualização avançada.

## Fluxo de trabalho
O fluxo de trabalho do Gmsh se baseia na definição de pontos através de suas coordenadas; na definição de linhas, a partir dos pontos criados; na definição de caminhos fechados (closed loops) partir das linhas; na definição de superfícies a partir dos caminhos fechados; e na definição de volumes a partir das superfícies.
Uma vez definido o volume (ou a superfície) com o módulo de descrição geométrica, utiliza-se o módulo de geração de malha para criar a malha de elementos finitos propriamente dita. Esta malha pode ser exportada em algum formato de arquivo padrão de malhas de elementos finitos ou pode ser utilizada pelo módulo de resolução. Módulo este que permite integrar o Gmsh a um software de integração numérica. Por fim o módulo de pós-processamento permite aplicar mapeamentos de cores aos campos escalares, vetoriais ou tensoriais gerados pelo integrador numérico.  
A entrada de informações em cada um desses módulos pode ser feita de três maneiras: i) através da interface gráfica de forma interativa; ii) através de um arquivo ASCII (.geo) ou iii) utilizando uma API em C, C++ ou Python.